# Aröd och Timmervik
Aröd och Timmervik est une localité de Suède située dans les communes de Kungälv et de Stenungsund du comté de Västra Götaland. Elle couvre une superficie de 1,48 km2. En 2010, elle compte 637 habitants.